# Schefflera sanquininensis
Schefflera sanquininensis är en araliaväxtart som beskrevs av José Cuatrecasas. Schefflera sanquininensis ingår i släktet Schefflera och familjen araliaväxter.
Artens utbredningsområde är Colombia. Inga underarter finns listade.